# Muralla de Poboleda
La Muralla de Poboleda és una obra de Poboleda (Priorat) declarada Bé Cultural d'Interès Nacional.

## Descripció
No es conserva cap resta visible de la muralla però queda el record del portal en la Plaça del Portalet.